# Francisco Lucini
Francisco Lucini, cuyo nombre de nacimiento sería Francesco Lucini (Reggio, 29 de agosto de 1789-Toledo, 12 de febrero de 1846), fue un pintor escenógrafo italiano, radicado en España.

## Biografía
Natural de la localidad italiana de Reggio, estudió los principios de la pintura en Módena, aunque en un principio se dedicó a la carrera jurídica. «Hizo en ella bastantes progresos, a pesar de su repugnancia a aquel género de estudios; pero por el compromiso en que se hallaba al lado de su familia de continuar aquella carrera, resolvió trasladarse a Barcelona, donde con la ayuda de un hermano suyo que estaba ajustado como pintor y maquinista en uno de los teatros de aquella ciudad, se dedicó por completo al estudio de la pintura», reseña Ossorio y Bernard. A la muerte de su hermano, le sucedió en el cargo, y desde entonces trabajó con continuidad en el decorado de teatros en Cataluña, Valencia y Madrid. Ossorio y Bernard apunta que dejó su fama en todas partes, pues indica que se destacaba por «el agradable efecto de sus lienzos, la exacta imitación en los árboles y la buena combinación de las luces».
A finales del año 1837, fue nombrado académico de mérito de la de San Fernando. Presentó en la exposición pública que se celebró en el año 1837 Un interior de las Dominicas de Barcelona. Sus decoraciones para los teatros del Príncipe y de la Cruz y para el Liceo Artístico y Literario de Madrid fueron muchas, sobresaliendo entre ellas las de La Redoma Encantada, Los polvos de la Madre Celestina, La degollación de los Inocentes, La Ipermestra, La Vestale y algunas otras.
Falleció a causa de un accidente apoplético el 12 de febrero de 1846, y bajó a la tumba en el cementerio de la Puerta de Toledo. Entre los hijos que dejó, se contaba Eusebio Lucini y Biderman, pintor escenógrafo como él.